# ユンソナ
ユンソナ、ユン・ソナ（尹孫河、1975年11月17日 - ）は、韓国のタレント・女優、歌手。歌手活動名はsona。血液型はAB型。
日本の韓流ブームの先駆け的存在であった。

## 略歴
1994年に韓国のテレビ局韓国放送公社KBSのオーディションに合格し、専属タレントとして主に女優として活動した。2000年に来日し、2001年にNHKのテレビドラマ『もう一度キス』でヒロイン役として本名を用いて日本で活動を始める。のちにフジテレビのテレビドラマ『ファイティングガール』で深田恭子と共演する。
2004年に日本で「sona」としてシングルCD『会いたい』を発売して歌手活動を始める。2004年と2005年に「サントリー1万人の第九」で一般合唱参加者としてソプラノ・パートを合唱し、後日「1万人の第九」ドキュメンタリー番組で紹介された。
2006年9月16日に、韓国ソウル市内在住の映画関連の美術制作会社や飲食店を経営するクリスチャンの実業家とソウルで挙式する。婚姻後も芸能活動を続け、2008年9月25日午後5時頃にソウル市内の病院で第1子の男児を出産した。
2010年10月30日に韓国ソウル市内でドラマの撮影終了後、マネージャーが運転する車がガードレールに衝突して右足を骨折した。
主に日本でバラエティー番組や語学番組を中心に活動したが、2012年4月22日に第2子が妊娠4か月であることを公表し、出産準備と育児専念のためにレギュラー出演するMBSテレビ制作の生活情報番組『住人十色』を降板して韓国へ帰国する。
2017年6月に、自身の男児が通う小学校で大企業会長の孫らと共に校内暴力に加担したと報じられて「報道が事実と相当部分違う」と反論したが、ソウル市学校暴力対策地域委員会は当該男児が加害者の一人であることを確認して、ユンソナに対しても被害者への書面での謝罪を命じた。 被害者へ謝罪後に家族の生活拠点をカナダへ移した。 2018年の時点で、韓国世論の強い反発から日本のテレビショッピング番組で化粧品の販売などを行っている。
2024年10月、日本テレビのバラエティ番組『上田と女が吠える夜』2時間SPに出演。12年ぶりに日本のテレビ番組への出演を果たした。

## 人物
身長163センチメートルで血液型AB型である。百済芸術大学を卒業した。日本の活動初期は、外国人タレント扱いでユン・ソンハ (Yun Son-ha) と連音を無視した表記にされたが、のちにユンソナとしてホリプロに登録して一般タレントと扱われる。好きなアーティストに倉木麻衣を挙げている。
韓国でのドラマ「恋人よ」の製作発表会や中央日報の取材で「歪曲された日本歴史教育に悩み苦しんだ」などの発言が報道されて日本国内で「反日発言」と話題になるが、「発言を聞いた東亜日報の記者が『ドラマ発表会の場ではなく懇親会席上での発言』と記事内容を部分的に否定した」と週刊文春が報じた。当時の発言は日本の親しい友人との交友で経験した文化の違いに対する個人的事象を話したもので、「日本で活動する芸能人たちの間では特に『親日でなければ反日』という決めつけがひどいような気がする。それが非常に残念だ」と本人は語り、所属事務所も本人の反日感情を否定している。
2000年にまつげのエクステンションを日本の芸能人に伝えると流行してブームとなった、と発言した。
極楽とんぼの山本圭壱を激しく嫌悪している（「めちゃ²イケてるッ!」の内の企画・「シンクロナイズドテイスティング」で判明。ちなみに、当の山本からは好かれていた）。

理由として「何かにつけて後輩芸人をこき使う」、「焦りすぎ」、「しつこい」とコメントしている。

## 出演

### テレビドラマ（韓国）
- 愛の挨拶（1995年、KBS）第19話 - 最終話
- パパ（PaPa）（1996年、KBS）
- アイシング（1996年、MBC）
- Ready Go!（1997年、MBC）
- 大王の道（1998年、MBC）
- 愛の群像（1999年、MBC）
- 雪花（2000年、KBS）
- ニュー・ノンストップ（2001年、MBC）第181話 - 第189話
- 恋人よ（2007年、SBS）韓国国内で7年ぶりの復帰作。
- 逃亡者 PLAN B（2010年、KBS）
- おバカちゃん注意報（2013年、SBS）
- 相続者たち（2013年、SBS）
- 恍惚な隣人（2015年、SBS）
- 六龍が飛ぶ（2015年、SBS）
- 最高の一発〜時空（とき）を超えて〜（2017年、KBS）

### テレビドラマ（日本）
- もう一度キス（2001年、NHK総合）
- ファイティングガール（2001年、フジテレビ）
- 至上の恋〜愛は海を越えて〜（2001年、NHK総合、文化庁芸術祭参加作品）
- ナイトホスピタル（2002年、読売テレビ）
- GOOD LUCK!!（2003年、TBSテレビ）
- ニコニコ日記（2003年、NHK総合）
- あした天気になあれ。（2003年、日本テレビ）
- ドラマ・コンプレックス プリズン・ガール（2006年4月18日、日本テレビ）

### 映画
- 木更津キャッツアイ 日本シリーズ（2003年）
- タナカヒロシのすべて（2005年）[11]
- 木更津キャッツアイ ワールドシリーズ（2006年）
- ラストラブ（2007年）

### スポーツ番組
- 2002年日韓W杯サッカー 中継リポーター（日本テレビ）

### 語学番組
- 2002年度 ハングル講座（NHK教育）

### Web
- ユンソナ インタビュー モッテコ書店 （2007年5月25日）

### その他テレビ番組
- 爆笑問題のバク天!（TBSテレビ）
- ぐるぐるナインティナイン（日本テレビ）
- あんたにグラッツェ!（2002年、中京テレビ）ゲスト
- サタデー総合研究所（テレビ朝日）2002年10月5日から2003年9月27日まで、MC
- 遊ワク☆遊ビバ!（日本テレビ）2003年4月6日から2004年3月28日まで、日曜日昼11:40～12:30
- 鶴瓶の家族に乾杯（2007年8月13日放送分、NHK総合） 韓国の済州島を旅する。同番組の海外収録は初。
- 住人十色（2008年4月 - 2012年5月、毎日放送）初代女性MC
- ペット大集合!ポチたま（2009年10月23日、テレビ東京）
- ETV特集「日本と朝鮮半島2千年」第7回「東シナ海の光と影 倭寇の実像を探る」（2009年10月25日、NHK教育テレビ）　レポーター・アシスタントとして出演。
- 限定品コラボネーゼスペシャル（2010年1月6日、フジテレビ）
- メレンゲの気持ち（2010年1月16日、日本テレビ）
- 時短生活ガイドショー（TBSテレビ）不定期出演
- THE 1億分の8（2010年3月3日、毎日放送）
- 開運!なんでも鑑定団（2010年3月23日、テレビ東京）
- あさイチ（2010年6月1日ほか不定期、NHK総合）ゲスト
- 日本の、これから「ともに語ろう日韓の未来」（2010年8月14日、NHK総合）パネリスト
- VS嵐（2010年11月4日、フジテレビ）
- 幸せの黄色い仔犬（2012年3月3日、中京テレビ）高橋英樹とゲスト出演
- タマリバ!（2012年4月 - 、テレビ西日本）火曜日・レギュラー

### ラジオ番組
- FMシアター「ポンソンファ」（2002年8月24日、NHK-FM、NHK大阪放送局制作）
- ユンソナ ASIAN-PARTY （ニッポン放送、2004年10月 - 2005年3月）
- ユンソナのTOKYO METROSEXUAL LIFE（文化放送）終了
- 寺島尚正 ラジオパンチ! （文化放送、2009年2月17日）- スタジオ生出演

### CM
- ソフト・イン・ワン（ライオン）
- Roots（JT）
- JRA サプライズ!!キャンペーン2004
- T-UP（トヨタ自動車）
- スリムアップスリム（アサヒフードアンドヘルスケア）
- ジャン（モランボン）

## 受賞歴
- 2001年
  - 第28回ザテレビジョンドラマアカデミー賞 新人俳優賞（『もう一度キス』）

## 音楽（アーティストネーム：sona）

### シングル
1. 会いたい（2004年10月27日）韓国ドラマ『天国の階段』（フジテレビ）フィーチャリングソング
  - 原曲：キム・ボムス「ポゴシプタ〜会いたい」
2. コエヲキカセテ（2005年2月2日）
3. Love, Again（2005年6月22日）ドラマ『ヤ・ク・ソ・ク』（MBS）1st Half（female）主題歌
4. Reach for the sky（2005年10月19日）USJ「ユニバーサル・ワンダー・ハロウィン」イメージソング
5. はらり、ひらり（2006年8月9日）アニメ映画『劇場版 遙かなる時空の中で 舞一夜』EDテーマ

### アルバム
1. 1st Album sOna（2004年12月15日）2000年に韓国でリリースされた輸入盤
2. song bird（2005年3月2日）韓国は2005年10月17日に発売
3. 絵日記と紙芝居〜村下孝蔵トリビュート〜（2006年7月12日）「踊り子」で参加
4. song bird 2 〜love song collection〜（2007年3月14日）

### DVD
- beautiful songs〜sona first visual collection〜（2006年2月22日）「会いたい」の別バージョンも収録

## 書籍
- イージーハングル（2002年）
- ユンソナの韓国にオレオ!（2003年）
- イージーハングル2（2004年）
- イージーハングル3（2005年）
- きらい きらい 大好き（2009年、共著：五間岩ゆか）
- ユンソナのあ・は・はな毎日（2011年） - 自身のブログ「アニョハセヨ〜ユンソナです」をまとめた1冊。